# Muhammad Nasir al-Din al-Albani
Shaykh Muḥammad Nāṣir al-Dīn al-Albānī (in arabo محمد ناصر الدين الألباني‎?; Scutari, 1914 – Amman, 2 ottobre 1999) è stato un teologo albanese, emigrato da bambino in Siria.
Abū ʿAbd al-Raḥmān Muḥammad Nāṣir al-Dīn al-Albānī è stato un tradizionista di origine albanese, nonché uno studioso di teologia islamica e un esperto di tafsīr coranici. Salafita di madhhab hanbalita, era soprannominato "Il leone della Sunna" (Asad al-Sunna) dai salafiti, a causa della sua devozione al pensiero salafita sunnita.
È considerato da vari studiosi uno dei più importanti pensatori islamici del XX secolo.

## Biografia
Shaykh Muḥammad Nāṣir al-Dīn al-Albānī nacque in una famiglia povera. Suo padre, Hajj Nuh al-Albani Najati, che aveva compiuto i suoi studi di Fiqh a Istanbul, tornò in Albania. Durante il regno di Zog I (Ahmet Zogu), che aveva sentimenti laici, la famiglia dello Shaykh era in disaccordo circa l'influenza espressa dall'Occidente sul governo albanese e decise di emigrare a Damasco.

Fu lì che Muḥammad fece i suoi primi studi presso la scuola Jāmiʿat al-Isʿāf al-Khayrī (Scuola del Soccorso benefico) di Damasco. Suo padre, conservatore convinto, gli insegnò di persona il Corano, il tajwīd (lettura salmodiata del Corano), la grammatica araba e la coniugazione dei verbi arabi, il fiqh hanafita e le differenti branche della religione con l'aiuto degli ʿulamāʾ locali, perché non voleva che egli proseguisse i suoi studi in una scuola statale. ·  Allo stesso tempo, si guadagnò la vita lavorando come orologiaio, mestiere che egli aveva appreso da suo padre.
Al-Albānī cominciò a specializzarsi degli studi sui ḥadīth negli anni trenta, quando era ventenne, trascrivendo e commentando la monumentale opera di Abd al-Rahim ibn al-Husayn al-'Iraqi dell'al-Mughnī ʿan ḥaml al-aṣfār fī takhrīj mā fī l-iḥyāʾ min al-akhbār. A ciò fece seguire una serie di importanti letture e redazione di libri, come pure articoli pubblicati sulla rivista salafita al-Manar.

### Insegnamento
Diventato famoso per la sua conoscenza dei ḥadīth, al-Albānī prese a tenere lezioni settimanali a partire dal 1954. Dal 1960, la sua popolarità cominciò a preoccupare il governo siriano, malgrado la natura apolitica di al-Albānī, e fu quindi posto sotto sorveglianza. Dopo che un certo numero di suoi lavori furono dati alle stampe, fu invitato a insegnare Scienza dei ḥadīth nell'Università Islamica di Medina dall'allora vice-Rettore, Abd al-'Aziz ibn Baz. Poco dopo il suo arrivo, le posizioni anti-tradizionaliste di al-Albānī in campo giurisprudenziale islamico fece infuriare l'élite wahhabite in Arabia Saudita, allarmata dalle sfide intellettuali portate da al-Albānī alla scuola giuridica hanbalita ma essa si mostrò incapace di replicare apertamente a lui, data la sua grande popolarità. Quando al-Albānī scrisse un libro per sostenere la sua idea che il niqāb, ossia il velo muliebre sul volto, non fosse un obbligo stringente per le donne musulmane, provocò un discreto tumulto nel Paese e dette ai suoi oppositori l'opportunità di reclamare che non gli fosse prorogato il contratto d'insegnamento che lo legava all'Università saudita. Nel 1963 lasciò quindi l'Arabia Saudita e tornò ai suoi studi e al suo lavoro presso la Biblioteca della Ẓāhiriyya di Damasco, lasciando il suo negozio di orologiaio nelle mani di uno dei suoi fratelli.

### Viaggi
Visitò diversi Paesi per predicare e tenere letture di carattere giuridico, tra cui il Qatar, l'Egitto, il Kuwait, gli Emirati Arabi Uniti, la Spagna e il Regno Unito. Fu costretto varie volte a emigrare per la sua attività di studioso, spostandosi dalla Siria in Giordania, per tornare quindi in Siria, andare poi a Beirut (Libano), successivamente negli Emirati Arabi Uniti e infine, ancora una volta, recarsi in Giordania, ad Amman.
Malgrado la natura apolitica di al-Albānī, fu vessato varie volte dal governo siriano. Nel 1967, al-Albānī fu preso dalla autorità governative siriane in una retata di personalità religiose sunnite e trascorse un mese in carcere prima di essere rimesso in libertà assieme agli altri uomini imprigionati nell'occasione. Dopo un intervento dell'alto esponente giuridico saudita Bin Bāz presso la autorità delegate all'istruzione saudita, al-Albānī fu invitato una seconda volta in Arabia Saudita per operare come responsabile dell'istruzione superiore di Diritto islamico a Mecca. Ciò non durò a lungo, a causa delle controversie tra le autorità saudite circa le opinioni di al-Albānī. Tornò quindi in Siria, dove fu per breve tempo imprigionato nel 1979, tanto da convincerlo a emigrare in Giordania.
Morì nel 1999, all'età di 89 anni, lo stesso anno in cui gli fu assegnato il King Faisal International Prize (Jāʾiza al-malik Fayṣal al-ʿālamiyya) per i suoi contributi di studioso di studi islamici.

## Orientamenti
Al-Albānī fu un noto sostenitore del Salafismo ed è considerato come una delle principali figure di questo movimento di pensiero del XX secolo. Fu critico nei confronti di quella che egli giudicava una stagnazione di pensiero islamico, biasimando il cieco fanatismo legato ad antiche tradizioni e il soffocamento del libero pensiero e della ricerca. Ciò condusse al-Albānī a criticare le quattro principali scuole giuridiche (madhhab) sunnite oltre alla diffusione abnorme del Sufismo e della sua articolazione in confraternite (ṭarīqa, pl. ṭuruq). Malgrado la frequente associazione del Salafismo al Wahhabismo, al-Albānī fu assai critico nei confronti di quest'ultimo e sviluppò una complessa relazione con entrambi i movimenti.
Le vedute di al-Albānī sul Fiqh e il dogma sono oggetto di controversia. Durante una sua visita in Arabia Saudita nel 1989, ad al-Albānī fu chiesto se egli aderisse alla poco nota scuola giuridica islamica dello Zahirismo (di cui fu massimo esponente Ibn Ḥazm), ed egli rispose affermativamente. Gli oppositori di al-Albānī, che costituiscono la maggioranza dei musulmani sunniti, hanno affermato che questo era un atteggiamento critico, malgrado un certo numero di allievi di al-Albānī abbiano negato che il loro Maestro aderisse a una qualsiasi scuola formale di giurisprudenza.

## Retaggio
Per oltre un sessantennio, le conferenze di al-Albānī e i suoi libri a stampa hanno grandemente influenzato il campo degli studi islamici e molti suoi lavori sono diventati un riferimento importante per numerosi altri studiosi musulmani. Il commentatore Zayd ibn Fayad, solo per fare un esempio, ha detto di lui:
Invero lo Shaykh Muḥammad Nāṣir al-Dīn al-Albānī è tra le maggiori eminenti personalità della sua epoca. È stato un grande esperto di Ḥadīth, delle linee di trasmissione (silsila), dei garanti e dei livelli di autenticità e di debolezza strutturale.

## Opere
È assai celebre per i suoi scritti e le sue conferenze, tenute in tutti i Paesi musulmani, grazie anche alla diffusione delle sue audiocassette negli anni settanta. Si batteva per un ritorno a un "Islam autentico", in senso salafita.
1. al-ʿAqīda al-ṭaḥāwiyya, sharḥ wa taʿlīq
2. Ṣaḥīḥ wa Ḍaʿīf al-targhīb wa l-tarhīb (Volumi 1–4)
3. al-Tasfiyya wa l-tarbiyya
4. al-Tawassul: anwāʿuhu wa aḥkāmuhu (Tawassul: tipi e regole) (Link inglese)
5. Irwāʾ al-ghalīl (Volumi 1–9)
6. Ṣaḥīḥ wa Ḍaʿīf Sunan Abī Dāwūd ("Le parti sane e le parti deboli del Sunan di Abū Dāwūd al-Sijistānī" (Volumi 1–4)
7. Ṣaḥīḥ wa Ḍaʿīf Sunan al-Tirmidhī (Volumi 1–4)
8. Ṣaḥīḥ wa Ḍaʿīf Sunan Ibn Maja (Volumi 1–4)
9. Ṣifat ṣalāt al-Nabī (link inglese)
10. Silsila al-ḥadīth al-ḍaʿīfa (Volumi 1–14)
11. Silsila al-ḥadīth al-ṣaḥīḥa (Volumi 1–11)
12. Ṣalāt al-tarāwīḥ (di cui è stata poi pubblicata una sintesi, col titolo Qiyām Ramaḍān)
13. Ṣalāt al-nabawī
14. Talkhīṣ aḥkām al-janāʾiz